# Kwas Kempa
Kwas Kempa – organiczny związek chemiczny, kwas trójkarboksylowy będący pochodną cykloheksanu. Związek ten wykorzystuje się do syntezy receptorów molekularnych oraz w badaniach modelowania miejsc aktywnych enzymów.
Grupy karboksylowe są w pozycjach aksjalnych, a grupy metylowe w pozycjach ekwatorialnych. Związek ten został otrzymany w 1981 roku przez Daniela S. Kempa.
Kwas Kempa jest związkiem, który tworzy z różnymi aminami kryształy o skomplikowanej sieci wiązań wodorowych tworząc struktury supramolekularne.

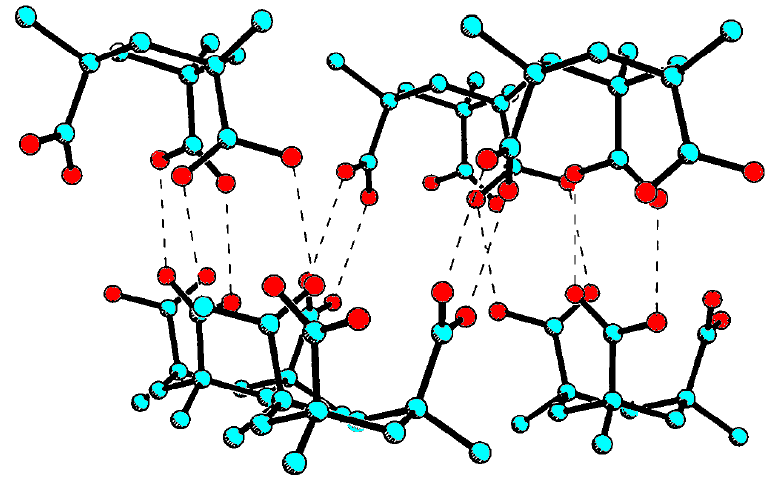
Fragment struktury kryształu kwasu Kempa